# Malverde: el santo patrón
Malverde: el santo patrón es una serie de televisión de drama de época estadounidense grabada en México producida por Telemundo Global Studios y EFD Internacional para Telemundo, en el 2021. La serie está basada en la vida del bandido mexicano Jesús Malverde, siendo creada por Luis Zelkowicz. Se estrenó por Telemundo el 28 de septiembre de 2021 en sustitución de Café con aroma de mujer y finalizó el 26 de enero de 2022 siendo reemplazado por la segunda temporada de Pasión de gavilanes.
Está protagonizada por Pedro Fernández como el personaje titular, junto a Carolina Miranda y un extenso reparto coral.

## Premisa
La serie representa la vida del bandido que se volvió leyenda a finales del siglo XIX e inicios de la época de la revolución mexicana, Jesús Malverde (Pedro Fernández), el cual es el santo patrón que protege a los criminales, en especial a los que se dedican al narcotráfico, además de ser el defensor de inocentes y junto a su banda de ladrones, les roba a los ricos para darle el fruto de sus atracos a los que menos tienen.

## Reparto
El 18 de febrero de 2021 el sitio web de la revista People en Español publicó una extensa lista de actores confirmados para la serie.

### Principales
- Pedro Fernández como Jesús Malverde[5]
- Carolina Miranda como Isabel Aguilar[5]
- Mark Tacher como Vicente del Río[5]
- Alejandro Nones como Nazario Aguilar[5]
- Isabella Castillo como «La China» Navajas[5]
- Sofía Castro como Lucrecia Luna[5][9]
- Ramón Medina como Eleuterio Rivas
- Claudio Roca como Secundino Aguilar[5]
- Adrián Makala como John Reed
- Luis Felipe Tovar como Herminio Quiñones[5]
- Ivonne Montero como Ángeles Serrano[5]
- Miguel de Miguel como Lisandro Luna
- Alan Slim como Matías Galavis[5]
- Candela Márquez como Azalea Quiñones[5]
- Mariaca Semprún como «La Güera» Navarrete
- María del Carmen Félix como Coronel Amalio Samán
- Humberto Elizondo como el Padre Hilario
- Salvador Sánchez como Ramón Aguilar

### Recurrentes e invitados especiales
- Rafael Amaya como Teodoro Valenzuela[10]
- Lukas Urkijo como Ignacio «Nacho» del Río
- Kenneth Lagunes como Chuyin
- Héctor Kotsifakis como el Teniente Gamboa
- Emilio Guerrero como el gobernador Ramiro del Villar
- Antonio Monroi como Surem
- Juan Carlos Medellín
- Louis David Horne como Zamudio
- Isi Rojano como Tamal
- Arturo Beristain
- Alejandro Navarrete
- Mabel Cadena

## Audiencia
| Temporada | Horario (ET)            | Episodios | Primera emisión          | Primera emisión      | Última emisión      | Última emisión       | Prom. de espectadores (millones) |
| Temporada | Horario (ET)            | Episodios | Fecha                    | Audiencia (millones) | Fecha               | Audiencia (millones) | Prom. de espectadores (millones) |
| --------- | ----------------------- | --------- | ------------------------ | -------------------- | ------------------- | -------------------- | -------------------------------- |
| 1         | Lunes a viernes 10pm/9c | 80        | 28 de septiembre de 2021 | 1.09                 | 26 de enero de 2022 | 1.06                 | 0.84                             |

## Episodios
| N.º | Título                          | Fecha de emisión original | Audiencia (millones) |
| --- | ------------------------------- | ------------------------- | -------------------- |
| 1   | «Malverde, ladrón de caminos»   | 28 de septiembre de 2021  | 1.09                 |
| 2   | «Las vueltas del poder»         | 29 de septiembre de 2021  | 1.15                 |
| 3   | «La guerra es otra»             | 30 de septiembre de 2021  | 1.06                 |
| 4   | «Una cita a solas»              | 1 de octubre de 2021      | 0.97                 |
| 5   | «Revuelta en San Blas»          | 4 de octubre de 2021      | 1.05                 |
| 6   | «La llave de la libertad»       | 5 de octubre de 2021      | 0.90                 |
| 7   | «Jugadas estratégicas»          | 6 de octubre de 2021      | 0.97                 |
| 8   | «Un héroe para la causa»        | 7 de octubre de 2021      | 1.06                 |
| 9   | «El dinero mueve montañas»      | 8 de octubre de 2021      | 0.89                 |
| 10  | «Medir las aguas»               | 11 de octubre de 2021     | 0.81                 |
| 11  | «Las hilachas del amor»         | 12 de octubre de 2021     | 0.98                 |
| 12  | «Vivir una mentira»             | 14 de octubre de 2021     | 0.95                 |
| 13  | «Matrimonio contra las cuerdas» | 15 de octubre de 2021     | 0.84                 |
| 14  | «Malverde y sus dos frentes»    | 18 de octubre de 2021     | 1.00                 |
| 15  | «Con mujer ajena»               | 19 de octubre de 2021     | 0.95                 |
| 16  | «El cazarrecompensas»           | 20 de octubre de 2021     | 0.80                 |
| 17  | «Van por el oro»                | 21 de octubre de 2021     | 0.88                 |
| 18  | «La bota en el hormiguero»      | 22 de octubre de 2021     | 0.82                 |
| 19  | «Retumba la noticia»            | 25 de octubre de 2021     | 0.91                 |
| 20  | «Apariciones»                   | 26 de octubre de 2021     | 0.86                 |
| 21  | «Un favor no es una traición»   | 27 de octubre de 2021     | 0.68                 |
| 22  | «Luces y sombras»               | 28 de octubre de 2021     | 0.76                 |
| 23  | «Un Don Juan descarado»         | 29 de octubre de 2021     | 0.69                 |
| 24  | «Circula un panfleto»           | 1 de noviembre de 2021    | 0.81                 |
| 25  | «Detrás del complot»            | 2 de noviembre de 2021    | 0.73                 |
| 26  | «Juntos, pero no revueltos»     | 3 de noviembre de 2021    | 0.76                 |
| 27  | «El peor castigo, la burla»     | 4 de noviembre de 2021    | 0.80                 |
| 28  | «Peligro inminente»             | 5 de noviembre de 2021    | 0.65                 |
| 29  | «Ni con Dios ni con el diablo»  | 8 de noviembre de 2021    | 0.62                 |
| 30  | «Una vida a cambio de muchas»   | 9 de noviembre de 2021    | 0.70                 |
| 31  | «Premoniciones»                 | 10 de noviembre de 2021   | 0.71                 |
| 32  | «Un matón anda suelto»          | 11 de noviembre de 2021   | 0.68                 |
| 33  | «Poderes milagrosos»            | 12 de noviembre de 2021   | 0.81                 |
| 34  | «Orden presidencial»            | 15 de noviembre de 2021   | 0.88                 |
| 35  | «Una cómplice encantadora»      | 17 de noviembre de 2021   | 0.84                 |
| 36  | «El trato»                      | 18 de noviembre de 2021   | 0.76                 |
| 37  | «Salir del agujero»             | 19 de noviembre de 2021   | 0.81                 |
| 38  | «La guerra por Isabel»          | 22 de noviembre de 2021   | 0.83                 |
| 39  | «Con el mazo dando»             | 23 de noviembre de 2021   | 0.86                 |
| 40  | «Todo por una mujer»            | 24 de noviembre de 2021   | 0.82                 |
| 41  | «Secuestro para sanar»          | 26 de noviembre de 2021   | 0.73                 |
| 42  | «Desgarrador»                   | 29 de noviembre de 2021   | 0.82                 |
| 43  | «Un valioso rehén»              | 30 de noviembre de 2021   | 0.88                 |
| 44  | «Ambición desmedida»            | 1 de diciembre de 2021    | 0.83                 |
| 45  | «Una increíble visión»          | 2 de diciembre de 2021    | 0.73                 |
| 46  | «Las sospechas de Isabel»       | 3 de diciembre de 2021    | 0.86                 |
| 47  | «Ojo por ojo»                   | 6 de diciembre de 2021    | —                    |
| 48  | «Deseo sanguinario»             | 7 de diciembre de 2021    | 0.83                 |
| 49  | «Los milagros existen»          | 8 de diciembre de 2021    | 0.86                 |
| 50  | «Seducción que enmudece»        | 9 de diciembre de 2021    | 0.86                 |
| 51  | «Cambio de ruta»                | 10 de diciembre de 2021   | 0.77                 |
| 52  | «Dejalo»                        | 13 de diciembre de 2021   | 0.74                 |
| 53  | «Huele a revancha»              | 14 de diciembre de 2021   | 0.92                 |
| 54  | «Tramposos»                     | 15 de diciembre de 2021   | 0.90                 |
| 55  | «Una propuesta revolucionaria»  | 16 de diciembre de 2021   | 0.87                 |
| 56  | «Dobles intenciones»            | 17 de diciembre de 2021   | 0.81                 |
| 57  | «Legítimo ladrón»               | 20 de diciembre de 2021   | 0.77                 |
| 58  | «Mentiras piadosas»             | 21 de diciembre de 2021   | 0.75                 |
| 59  | «Con un pie en el acelerador»   | 22 de diciembre de 2021   | 0.79                 |
| 60  | «Aliado o traidor»              | 27 de diciembre de 2021   | —                    |
| 61  | «Lo peor esta por venir»        | 28 de diciembre de 2021   | —                    |
| 62  | «Reto al destino»               | 29 de diciembre de 2021   | —                    |
| 63  | «Una cara travesura»            | 3 de enero de 2022        | 0.74                 |
| 64  | «A la caza de Malverde»         | 4 de enero de 2022        | 0.74                 |
| 65  | «Inexplicable»                  | 5 de enero de 2022        | —                    |
| 66  | «Hecha pedazos»                 | 6 de enero de 2022        | —                    |
| 67  | «El siguiente golpe»            | 7 de enero de 2022        | —                    |
| 68  | «Pegar donde más duele»         | 10 de enero de 2022       | —                    |
| 69  | «Prueba de fuego»               | 11 de enero de 2022       | —                    |
| 70  | «Veneno»                        | 12 de enero de 2022       | —                    |
| 71  | «Visita relámpago»              | 13 de enero de 2022       | —                    |
| 72  | «Salida forzosa»                | 14 de enero de 2022       | —                    |
| 73  | «Medidas extremas»              | 17 de enero de 2022       | —                    |
| 74  | «Mujer de armas tomar»          | 18 de enero de 2022       | —                    |
| 75  | «Detrás de la fortuna»          | 19 de enero de 2022       | —                    |
| 76  | «La boda pende de un hilo»      | 20 de enero de 2022       | —                    |
| 77  | «De incógnito»                  | 21 de enero de 2022       | 0.91                 |
| 78  | «Sacrificios»                   | 24 de enero de 2022       | 0.85                 |
| 79  | «Mano dura»                     | 25 de enero de 2022       | 0.92                 |
| 80  | «El canje del Santo Patrón»     | 26 de enero de 2022       | 1.06                 |